# Yuccamyces luteus
Yuccamyces luteus är en svampart som beskrevs av R.F. Castañeda 1987. Yuccamyces luteus ingår i släktet Yuccamyces, divisionen sporsäcksvampar och riket svampar.   Inga underarter finns listade i Catalogue of Life.